# 베를린 장벽 (영화)
《베를린 장벽》(독일어: Westen)은 2013년 공개된 독일의 영화이다.

## 출연

### 주연
- 조디스 트라이벨
- 트리스탄 괴벨
- 알렉산더 슈어
- 재키 이도
- 안나 안토노비츠

### 조연
- 스테판 람파디우스
- 안드레아스 닉클
- 가브리엘 슐즈
- 미하엘 위테
- 타니아 칼린
- 리케 에커만
- 카를로 류벡
- 리샤르트 론체프스키

## 기타
- 공동제작: 크리스토프 프리델
- 공동제작: 헬지 사세
- 공동제작: 캐트린 쉬로저
- 조감독: 이자벨 폴
- 미술: 팀 판넨
- 분장팀: 울프강 보게
- 의상: 크리스틴 슈스터
- 배역: 우타 세이비케